# 陳傑儒
陳傑儒（1937年11月25日—），中華民國政治人物，現為無黨團結聯盟秘書長，曾任中國國民黨籍立法委員。

## 外部連結
立法院 （页面存档备份，存于）